# Lichnoptera moestoides
Lichnoptera moestoides  là một loài bướm đêm thuộc họ Noctuidae. Nó được tìm thấy ở Nam Mỹ bao gồm Peru.